# Liste der Baudenkmäler in Mützenich
Die Liste der Baudenkmäler in Mützenich enthält die denkmalgeschützten Bauwerke auf dem Gebiet von Monschau-Mützenich (Monschau) in Nordrhein-Westfalen. Diese Baudenkmäler sind in der Denkmalliste der Stadt Monschau eingetragen; Grundlage für die Aufnahme ist das Denkmalschutzgesetz Nordrhein-Westfalen (DSchG NRW).

| Bild           | Bezeichnung                              | Lage                                          | Beschreibung | Bauzeit | Eingetragen seit | Denkmal- nummer |
| -------------- | ---------------------------------------- | --------------------------------------------- | --- | ------- | ---------------- | --------------- |
| Gebäude        | Gebäude                                  | Mützenich Eupener Straße 80 Karte             | |         |                  | 358             |
| Gebäude        | Gebäude                                  | Mützenich Ringstraße 4 Karte                  | |         |                  | 364             |
| Gebäude        | Gebäude                                  | Mützenich Schiffenborn 68 Karte               | |         |                  | 356             |
| Gebäude        | Gebäude                                  | Mützenich Unterer Stehling 10 und 10a Karte   | |         |                  | 281             |
| Gebäude        | Gebäude                                  | Mützenich Unterer Stehling 13 Karte           | |         |                  | 279             |
| Gebäude        | Gebäude                                  | Mützenich Zur Worbelsheide 6 Karte            | |         |                  | 294             |
| Kreuz          | Kreuz                                    | Mützenich vor Reichensteiner Straße 135 Karte | Blausteinkreuz im Barockstil; Inschrift: „(AN)NO 173(2) DEN 15 AVGVSTV(S) IST VON EHRSAMMER ANDREA (S) WOLTER DEN HERRN E(N)TSCHLAFEN ANNO 1733 DEN 4 JANWARREY (I)ST SEINE EHRLICH HAVS FRAU (G)ERTRVDHE IN DEN HERR(N) ENTSCHLAFEN I(H)S“ | 1732/33 |                  | 321             |
| Gebäude        | Gebäude                                  | Mützenich Eupener Straße 70 Karte             | Schule |         |                  | 72              |
| weitere Bilder | Katholische Pfarrkirche St. Bartholomäus | Mützenich Eupener Straße 74 Karte             | Kath. Kirche |         |                  | 47              |
| Gebäude        | Gebäude                                  | Mützenich Jungchenbüchel 3 Karte              | |         |                  | 342             |
| Gebäude        | Gebäude                                  | Mützenich Kapellenweg 3 Karte                 | |         |                  | 270             |
| Gebäude        | Gebäude                                  | Mützenich Kapellenweg 5 Karte                 | |         |                  | 66              |
| Gebäude        | Gebäude                                  | Mützenich Kapellenweg 9 Karte                 | |         |                  | 341             |
| Gebäude        | Gebäude                                  | Mützenich Reichensteiner Straße 107 Karte     | |         |                  | 9               |
| Gebäude        | Gebäude                                  | Mützenich Reichensteiner Straße 111 Karte     | |         |                  | 382             |
| Gebäude        | Gebäude                                  | Mützenich Steindrich 9 Karte                  | |         |                  | 40              |
| Gebäude        | Gebäude                                  | Mützenich Steindrich 6 Karte                  | |         |                  | 322             |